# Segunda Liga 2018-2019
La Segunda Liga 2018-2019 è stata la ventinovesima edizione del secondo livello del campionato portoghese di calcio. La stagione, iniziata il 6 agosto 2018 e terminata il 21 maggio 2019, ha visto trionfare il Nacional.

## Formula
Le 18 squadre partecipanti si affrontano in un girone di andata e ritorno, per un totale di 34 giornate.
Le prime due classificate sono promosse in Primeira Liga.
Le squadre classificate agli ultimi tre posti (16º, 17º, e 18º posto) sono retrocesse nel Campeonato Nacional de Seniores.
Al campionato possono partecipare le squadre riserve, ma non possono essere promosse in Primeira Liga. Se una squadra riserva si classifica ai primi due posti, la squadra classificatasi subito dopo beneficia della promozione diretta. Se la prima squadra retrocede in Segunda Liga, la squadra riserva viene retrocessa in Campeonato Nacional de Seniores indipendentemente dalla posizione in classifica. In quest'ultimo caso, se la squadra riserva non era nelle ultime tre posizioni, la squadra meglio piazzata nella zona retrocessione mantiene la categoria.

## Squadre partecipanti
| Club                 | Città                  | Stadio                                     | Stagione precedente 2017-18 |
| -------------------- | ---------------------- | ------------------------------------------ | --------------------------- |
| Academica de Coimbra | Coimbra                | Estádio Cidade de Coimbra                  | 4º posto                    |
| Académico Viseu      | Viseu                  | Estádio do Fontelo                         | 3º posto                    |
| Arouca               | Arouca                 | Stadio comunale                            | 6º posto                    |
| Benfica B            | Lisbona                | Futebol Campus                             | 13º posto                   |
| Braga B              | Braga                  | Estádio Municipal de Braga                 | 16º posto                   |
| Cova Piedade         | Cova da Piedade        | Estádio Municipal José Martins Vieira      | 9º posto                    |
| Covilha              | Covilhã                | Estádio Municipal José Santos Pinto,       | 15º posto                   |
| Estoril              | Estoril                | Estádio Cidade de Barcelos                 | 18º posto                   |
| Famalicão            | Vila Nova de Famalicão | Estádio Municipal 22 de Junho              | 14º posto                   |
| Farense              | Faro                   | Estádio Algarve                            | 2º posto                    |
| Leixões              | Matosinhos             | Estádio do Mar                             | 8º posto                    |
| Mafra                | Mafra                  | Municipal de Mafra                         | 1º posto                    |
| Oliveirense          | Oliveira de Azeméis    | Estádio Carlos Osório, Oliveira de Azeméis | 12º posto                   |
| Pacos Ferreira       | Paços de Ferreira      | Estádio da Capital do Móvel                | 17º posto                   |
| Penafiel             | Penafiel               | Estádio Municipal 25 de Abril              | 5º posto                    |
| Porto B              | Porto                  | Estádio Dr. Jorge Sampaio                  | 7º posto                    |
| Varzim               | Póvoa de Varzim        | Estádio do Varzim SC                       | 10º posto                   |
| Vitória Guimarães B  | Guimarães              | Estádio D. Afonso Henriques                | 11º posto                   |

## Classifica finale
|  | Pos. | Squadra             | Pt | G  | V  | N  | P  | GF | GS | DR  |
|  | ---- | ------------------- | -- | -- | -- | -- | -- | -- | -- | --- |
|  | 1.   | Paços Ferreira      | 74 | 34 | 23 | 5  | 6  | 50 | 21 | +29 |
|  | 2.   | Famalicão           | 69 | 34 | 21 | 6  | 7  | 57 | 34 | +23 |
|  | 3.   | Estoril Praia       | 54 | 34 | 16 | 6  | 12 | 49 | 42 | +7  |
|  | 4.   | Benfica B           | 52 | 34 | 15 | 7  | 12 | 47 | 42 | +5  |
|  | 5.   | Académica           | 51 | 34 | 15 | 6  | 13 | 36 | 37 | -1  |
|  | 6.   | Covilhã             | 49 | 34 | 13 | 10 | 11 | 42 | 37 | +5  |
|  | 7.   | Leixões             | 45 | 34 | 12 | 9  | 13 | 35 | 36 | -1  |
|  | 8.   | Penafiel            | 45 | 34 | 13 | 6  | 15 | 49 | 48 | +1  |
|  | 9.   | Porto B             | 44 | 34 | 11 | 11 | 12 | 41 | 42 | -1  |
|  | 10.  | Farense             | 43 | 34 | 11 | 10 | 13 | 39 | 35 | +4  |
|  | 11.  | Académico de Viseu  | 43 | 34 | 12 | 7  | 15 | 49 | 54 | -5  |
|  | 12.  | Oliveirense         | 43 | 34 | 11 | 10 | 13 | 44 | 49 | -5  |
|  | 13.  | Cova da Piedade     | 42 | 34 | 11 | 9  | 14 | 25 | 42 | -17 |
|  | 14.  | Mafra               | 41 | 34 | 10 | 11 | 13 | 40 | 44 | -4  |
|  | 15.  | Varzim              | 41 | 34 | 11 | 8  | 15 | 25 | 37 | -12 |
|  | 16.  | Arouca              | 40 | 34 | 10 | 10 | 14 | 40 | 45 | -5  |
|  | 17.  | Braga B             | 37 | 34 | 11 | 4  | 19 | 38 | 45 | -7  |
|  | 18.  | Vitória Guimarães B | 31 | 34 | 6  | 13 | 15 | 41 | 57 | -16 |

Legenda:

      Ammesse alla Primeira Liga 2018-2019

      Retrocesse in Campeonato Nacional de Seniores 2018-2019

Tre punti a vittoria, uno a pareggio, zero a sconfitta.
La classifica viene stilata secondo i seguenti criteri:
- Punti conquistati
- Punti conquistati negli scontri diretti
- Differenza reti negli scontri diretti
- Reti realizzate in trasferta negli scontri diretti
- Differenza reti generale
- Partite vinte
- Reti totali realizzate
- Spareggio

### Verdetti
- Pacos Ferreira e Famalicao promosse in Primeira Liga 2019-2020.
- Arouca, Braga B e Vitoria Guimaraes B retrocesse in Campeonato Nacional de Seniore 2019-2020.